# Reliquiari de Santa Úrsula
El Reliquiari de Santa Úrsula és una urna de fusta tallada i daurada amb unes petites pintures a l'oli inserides als seus costats (87x33x91 cm). És una obra de Hans Memling datada el 1489 i que es troba al Museu de Hans Memling de Bruges.
A diferència d'altres obres de Memling, com el Tríptic del matrimoni místic de Santa Caterina o el Tríptic de Florens, no està ni signat ni datat. Era una urna o arqueta per a contenir les relíquies de Santa Úrsula que es mostraven al públic només el dia de la seva festa. Les relíquies varen ser solemnement ubicades en aquest reliquiari el 21 de novembre 1489.

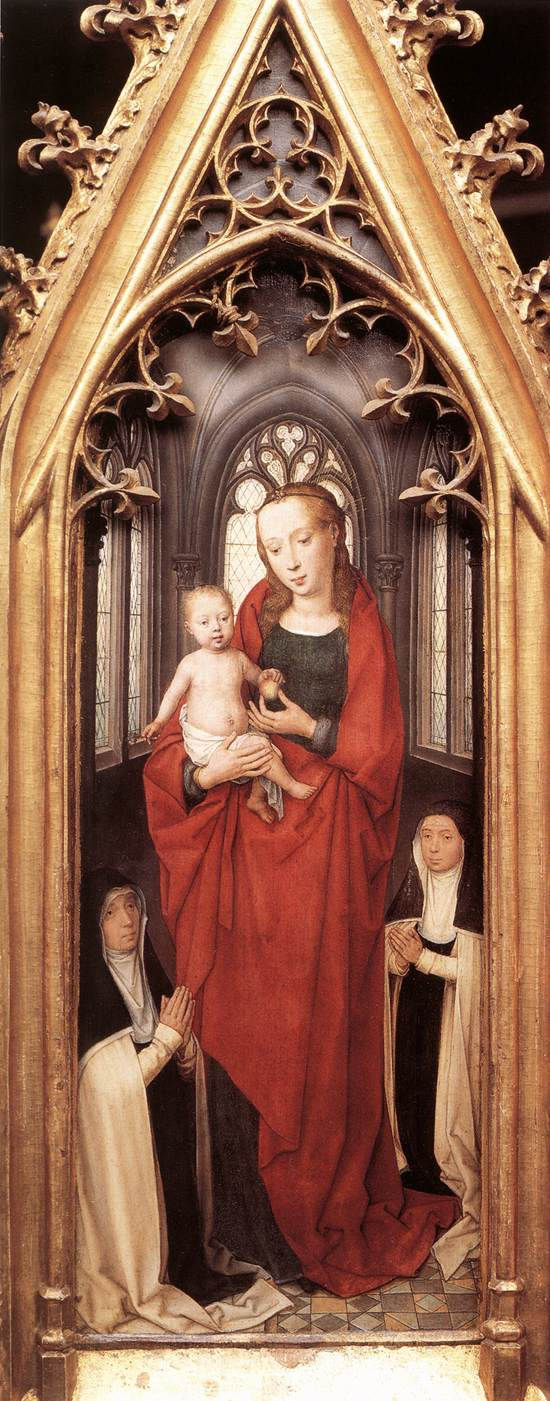
Mare de Déu amb Nen i les comitents

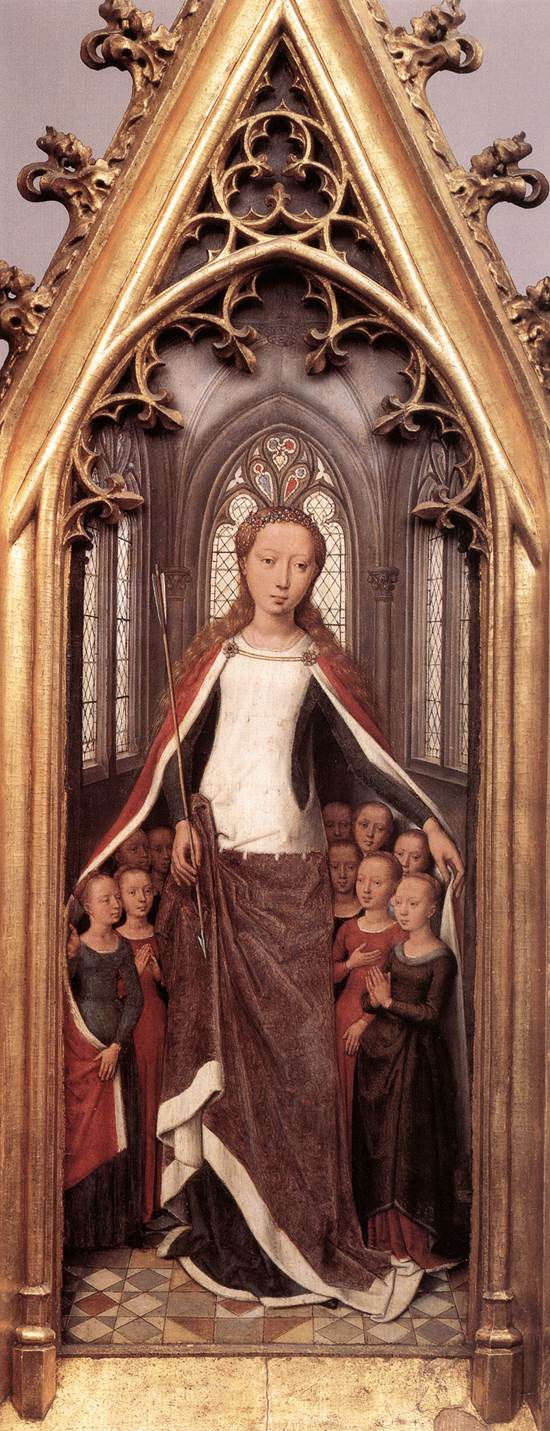
Santa Úrsula protegint les onze verges

## Context històric
A l'edat mitjana es va produir un desenvolupament del pelegrinatge a llocs sants els quals competien entre si per atreure el major nombre de pelegrins. Una de les formes d'aconseguir una major força devocional era la possessió d'objectes i relíquies dels sants que es veneraven. Les peregrinacions també aportaven dies d'indulgència que ajudava als cristians a compensar els seus pecats i apropar-se a la salvació eterna.
Aquest reliquiari era un objecte de veneració que tenia la característica d'estar decorada amb el tema del pelegrinatge, una combinació força inusual. Els fidels obtenien quaranta dies d'indulgència per venerar aquest reliquiari el 21 d'octubre dia de la festa de Santa Úrsula, si bé no hi ha cap constància que l'obra de Memling tingués un impacte particular en atreure un gran nombre de fidels quan va ser creada. Però en les següents dècades, es convertiria en un objecte d'art buscat.
La seva presentació del tema del pelegrinatge dins un objecte de peregrinació va ser possible perquè va ser fet per a una capella relativament petita que va atreure a un nombre limitat d'estrangers.

## Descripció
El reliquiari té la forma d'una capella gòtica, seguint un esquema ja utilitzat en orfebreria. Té una coberta amb un pendent molt pronunciat, com és típic als països del nord d'Europa, amb tres tondos pintats a cada costat.

### Arribada a Roma
Els dos costats estrets contenen les representacions de la Mare de Déu amb el Nen entre dues monges (les dues donants, una d'elles l'abadessa), i santa Úrsula protegint les santes verges. Ambdues escenes s'insereixen dins d'un nínxol pintat que simula la perspectiva interior de la capella.
Als costats, sota dos arcs petits, hi ha sis escenes de la vida i martiri de Santa Úrsula, que s'assemblen a l'estil dels vitralls de les esglésies contemporànies. Aquests inclouen:
- Arribada a Colònia
- Arribada a Basilea
- Arribada a Roma
- Deixant Basilea
- Martiri dels pelegrins
- El martiri de Santa Úrsula

Les escenes comparteixen el mateix fons pictòric de les ciutats del nord d'Alemanya (com Colònia, amb la inacabada catedral) i estan pintades amb gran atenció als detalls de la vida contemporània.
La decoració es completa amb les escultures d'estil gòtic internacional, com pinacles, frisos i pilars a les cantonades amb imatges de sant Jaume, sant Joan Evangelista, santa Agnès i santa Isabel d'Hongria.

### Història de santa Úrsula
La llegenda de Santa Úrsula s'esmentava a la Llegenda àuria de Jacopo da Varagine. Santa Úrsula va ser una princesa de la Britànnia romana que, per voluntat del seu pare el rei Donatu de Dummònia, al sud-oest d'Anglaterra, va ser promesa amb un príncep pagà, Conan Meriadoc d'Armòrica (l'actual Bretanya). La jove era de gran bellesa i, en secret, havia consagrat la seva virginitat a Déu, per la qual cosa volia negar-s'hi. En un somni, però, un àngel li va aconsellar que no ho fes, ja que ocasionaria una guerra. Úrsula, llavors, va demanar d'endarrerir el casament durant tres anys, per poder comprendre mentrestant els designis de Déu i esperant que, mentrestant, el promès es convertís al cristianisme i canviés d'idea.
Va organitzar un viatge de pelegrinatge a Roma: va embarcar juntament amb un seguici d'onze (o onze mil, segons la llegenda) i, segons algunes versions, també amb el seu promès. De camí, una tempesta va portar la nau, miraculosament fins a un port gal, i, d'allí, seguint el Ren, van arribar a Colònia, Basilea i, a peu, a Roma. Allí van convèncer el papa Ciríac (d'existència desconeguda) i el bisbe de Ravenna Sulpici, per a unir-se al grup.
El pintor va representar principalment figue en postres aïllades en posats elegants i amb una observació realista dels detalls, amb una paleta exquisida que recorda els millors resultats de la miniatura. El seu límit és més aviat la representació d'escenes emotives i dramàtiques, fins i tot en les escenes del martiri, i una certa dificultat en el tractament dels grups de figures.
En les descripcions dels paisatges Memling demostra un coneixement de primera mà de la ciutat de Colònia, com ho demostra el seu retrat exacte de la silueta de la ciutat al fons, amb la catedral inacabada, la torre distintiva de la gran església de Sant Martino, a l'esquerra, l'església de Sant Cuniberto.
Dirk de Vós, un gran estudiós de Memling, va arribar a suposar que l'artista va visitar especialment els llocs que havia de pintar amb la finalitat d'aconseguir el màxim realisme.

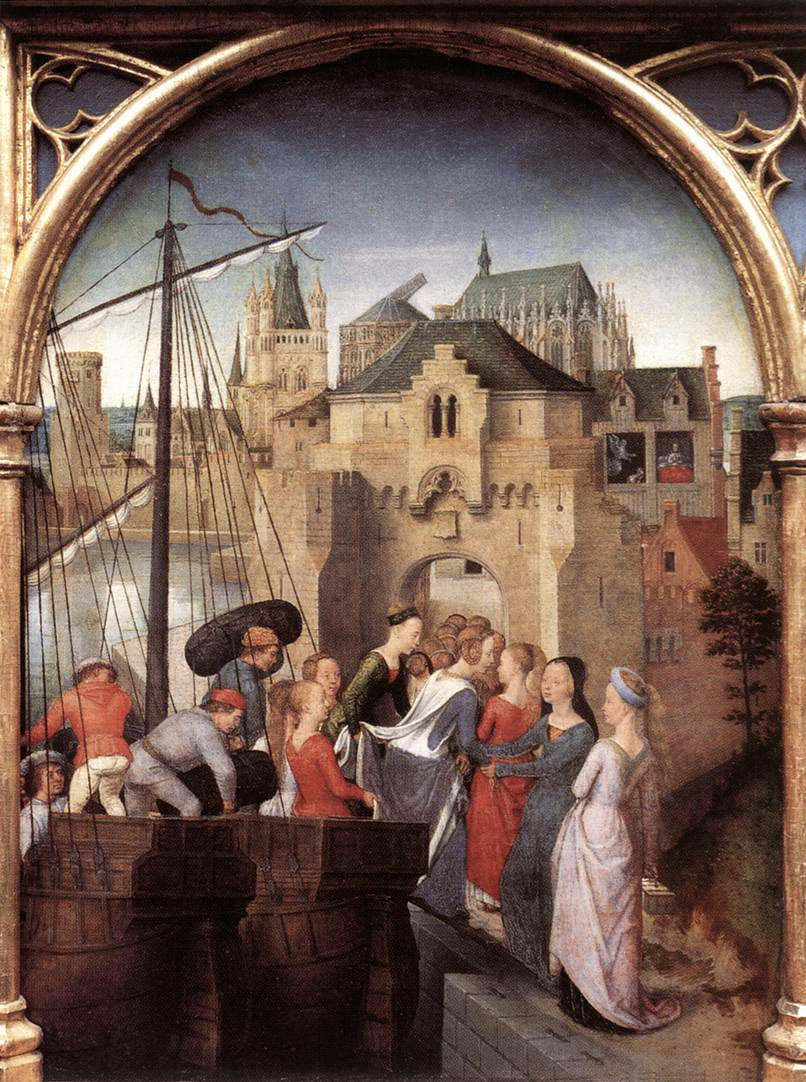
Arribada a Colònia
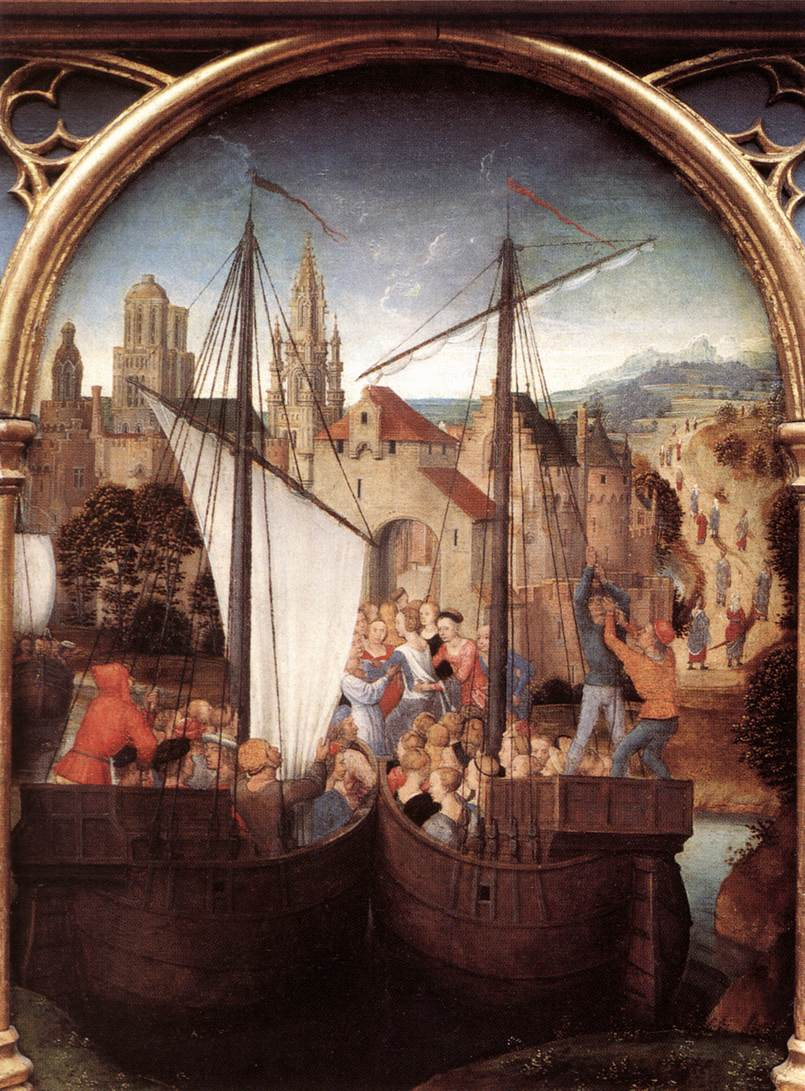
Arribada a Basilea
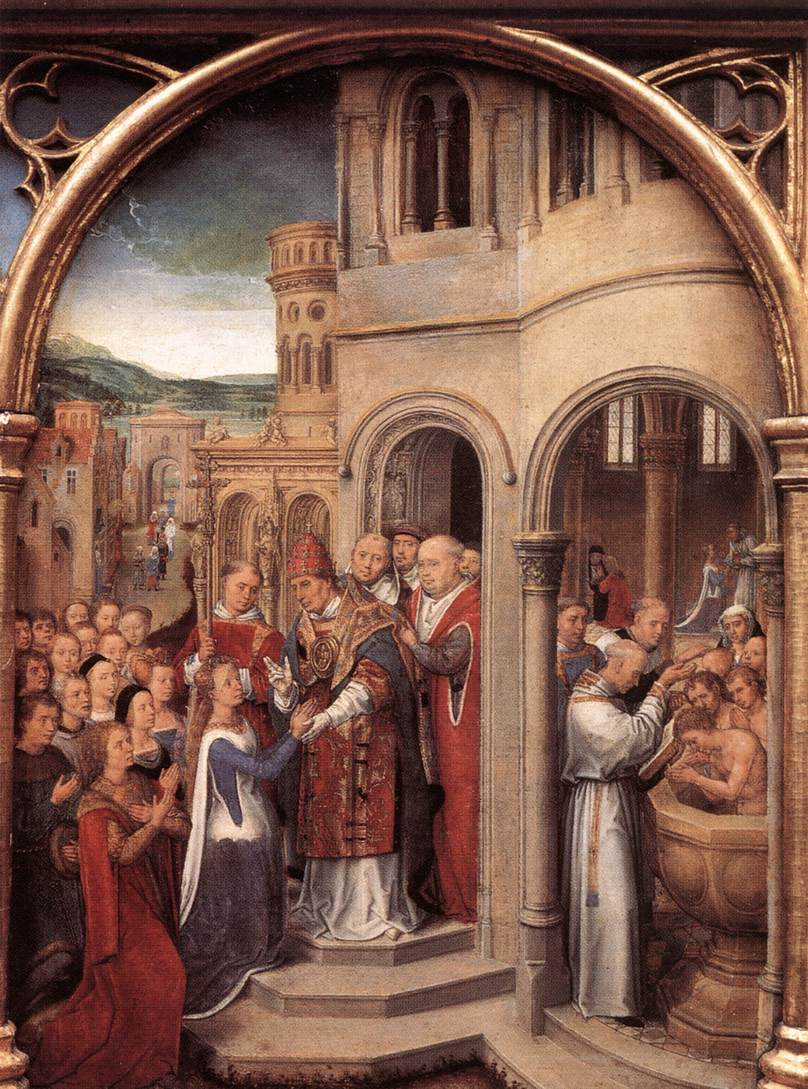
Arribada a Roma
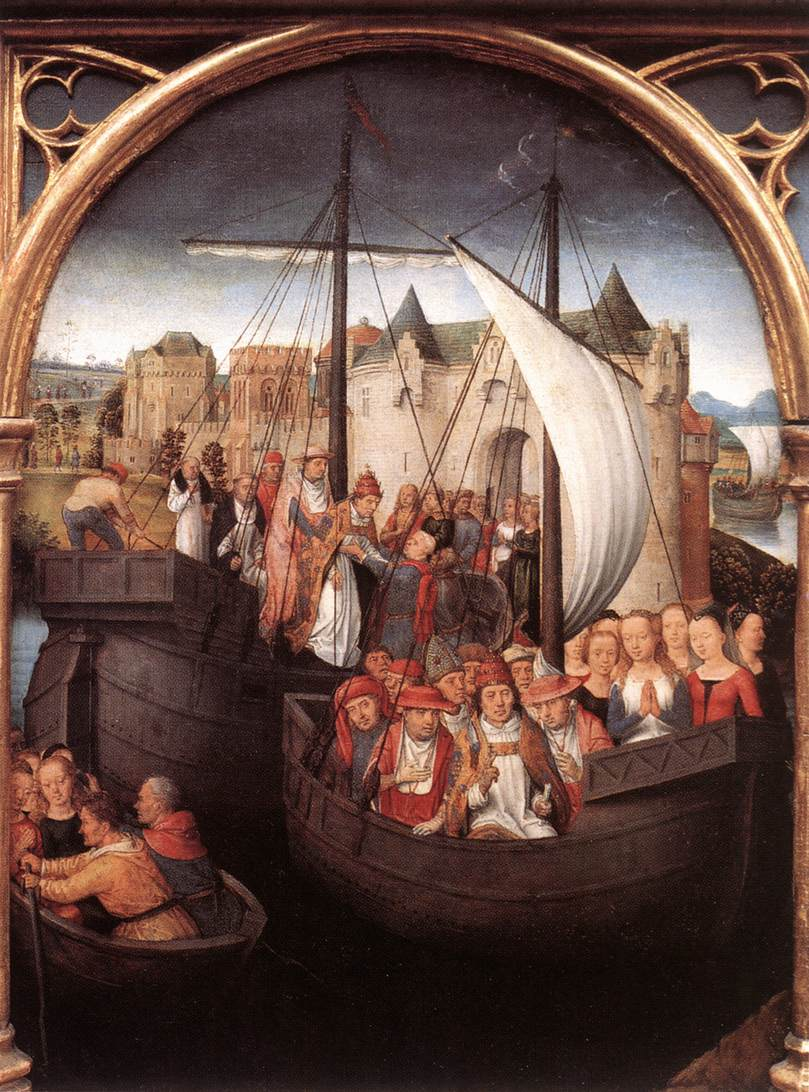
Deixant Basilea
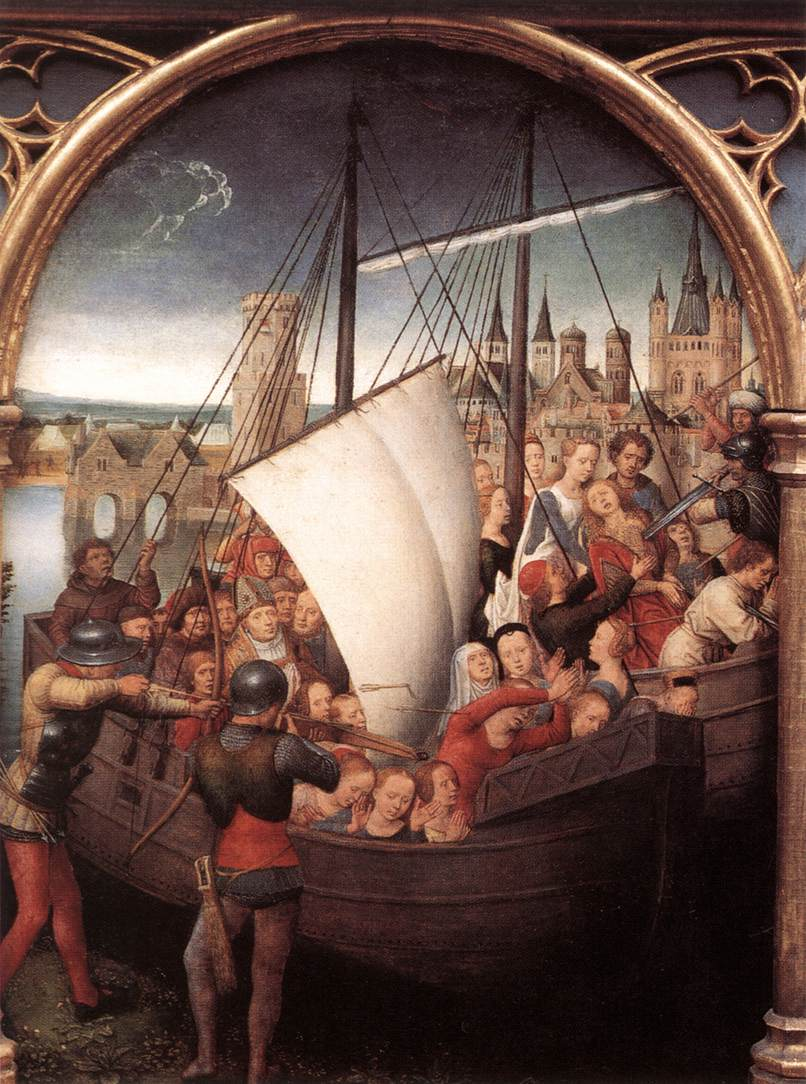
Martiri dels pelegrins
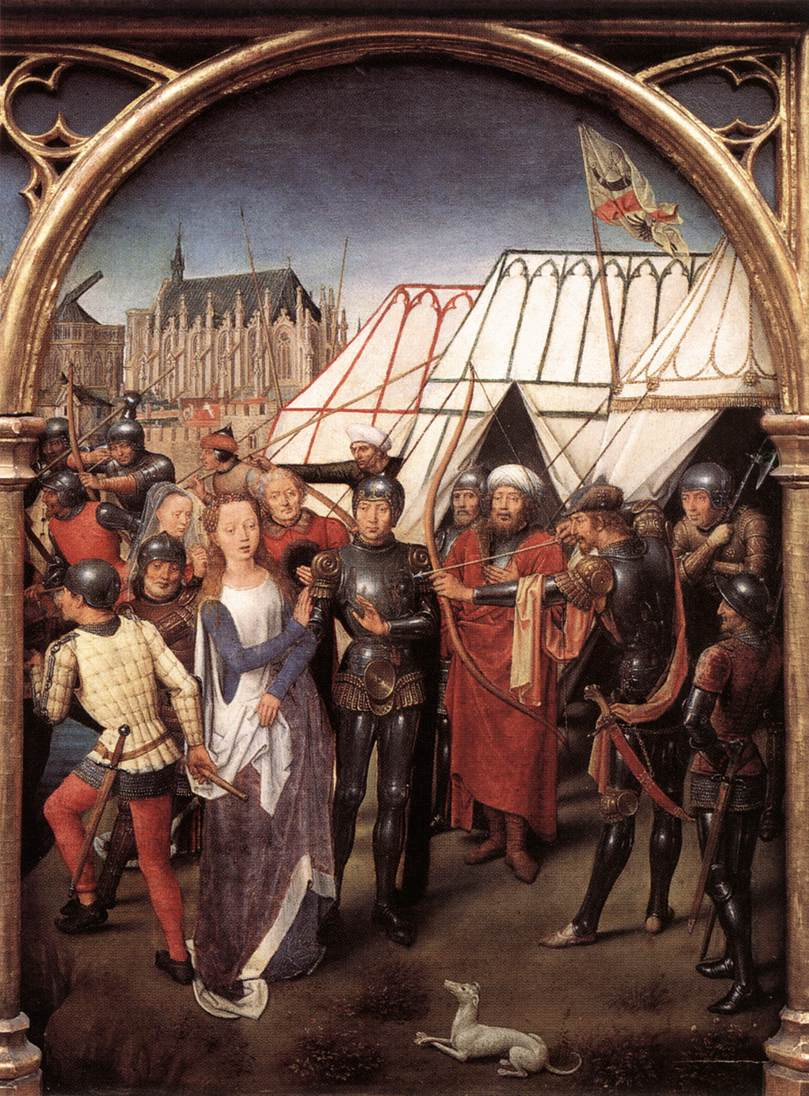
Martiri de Santa Úrsula
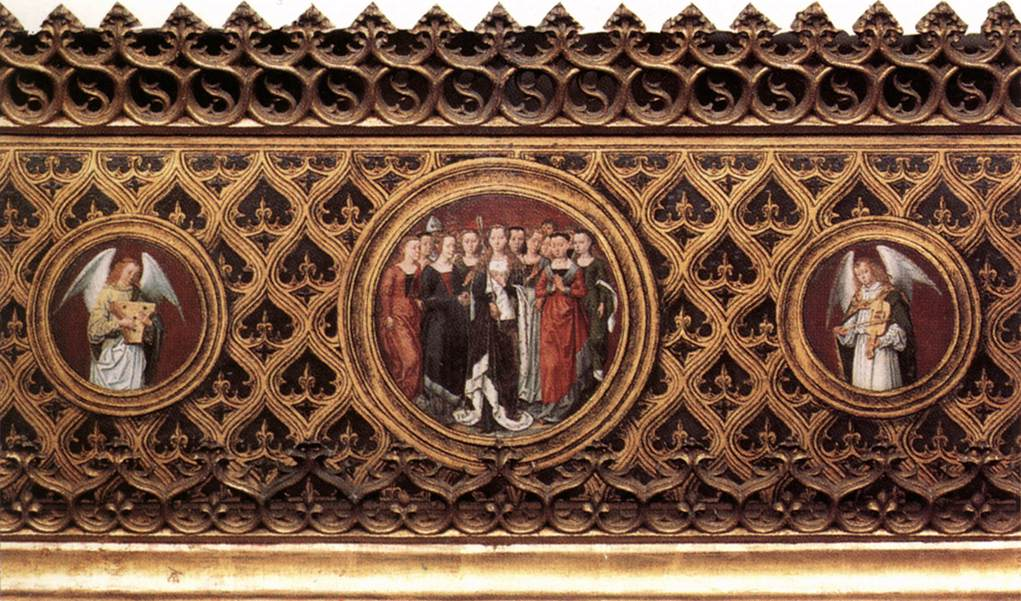
Martiri de Colònia i Àngels músics
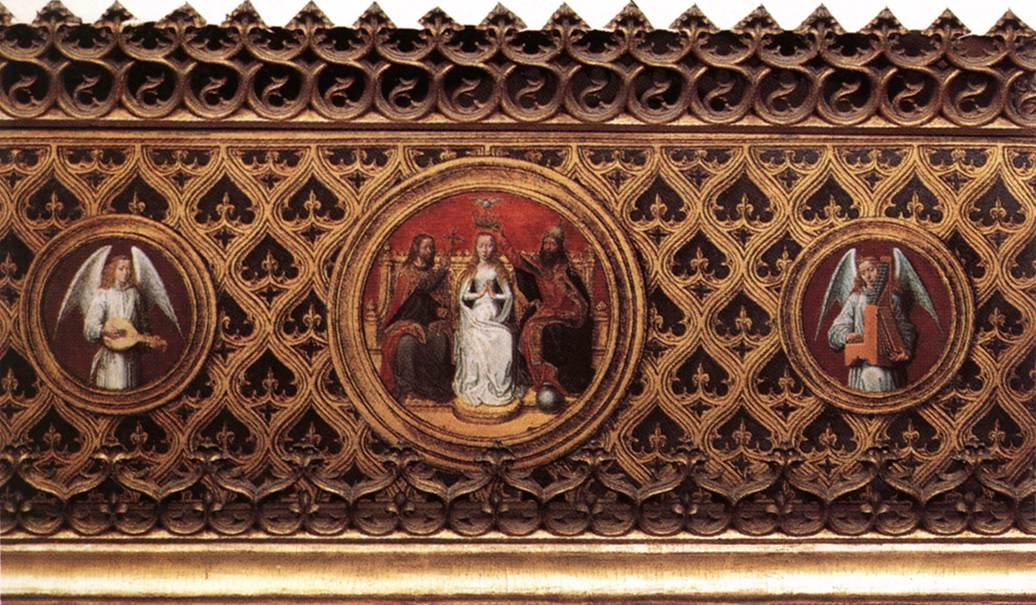
Coronació de la Verge amb la santíssima Trinitat i Àngels músics